# 岩村茂
岩村 茂（いわむら しげる、1862年1月30日（文久2年1月1日） - 没年不詳） は、日本の法律家。

## 人物
1862年1月30日（文久2年1月1日）に伊勢国三重郡水沢村（三重県四日市市）で、豐田久三郎の三男として生まれる。号は冠峰。幼時に両親を亡くし、岩村定高（初代三重県令）の養子となる。普通学を修めた後、1879年（明治12年）三重県医学校に入学。明治天皇の巡行の際に選抜され、勅使の前でドイツのハルトマンの病理学書を講読し、賞品を授かる。この年12月に東京大学医学部に県費で入学を命じられる。大学予備門、第一高等中学校を卒業、県の許可を得て帝国大学法科大学に入学する。
1890年（明治23年）に学士の称号を得て卒業。陸軍省理事試補に任じられ、軍律調査のためにドイツ・フランス・イタリア・ベルギー・オーストリア・イギリス等に派遣された。出国の際に天皇への拝謁、賢所への参拝を許可される。その後、第1師団、第3師団、第4師団法官部員に任じられ、日清戦争に従軍、司法房主事も兼任して法律を制定、占領中に民事裁判を行った。また営口の占領に関して、公法上の意見を本営に呈した。凱旋後、従七位勲六等単光旭日章及び金160円を与えられるが、後に病気によって辞職する。
1898年（明治31年）、京都商業会議所書記長となり、商業会議所法正論、鉄道国有論、実業家優待論、協定税率廃止意見、発明奨励意見等の説を盛んに主張する。1901年（明治34年）、農商務省及び京都省業会議所の属託により、フランス大博覧会に派遣される。この途中でフランス・オーストリア・ロシア・ドイツ・ベルギー・イギリス・アメリカ等の国の商工業を視察、さらに前後3回の外遊で韓国皇帝・オーストリア皇帝・ドイツ皇帝・フランス大統領に拝謁する。
1902年（明治35年）に大谷派本願寺法律顧問を属託される。その後、京都商業会所書記長として、発明奨励会長及び特許代理業を兼ね、無報酬で特許の請願手段の依頼に応じるなどした。
理想判断に富んでいたとされ、たびたび予言を的中させて知人の信望を集めた。
著書に『商業経済論』、『手形法摘要』、『政教所見』等がある。